# Шмаль, Генадий Иосифович
Генадий Иосифович Шмаль (род. 20 августа 1937) — советский партийный и хозяйственный деятель. Один из создателей нефтегазового комплекса в Западной Сибири. Сподвижник Б. Е. Щербины.

## Биография
Родился в 1937 году в Краснослободске (Мордовия), перед Великой Отечественной войной семья переехала в Оренбургскую область.
Окончил Уральский политехнический институт.

### Партийная карьера
С 1959 года по 1961 год работал на Березниковском титано-магниевом комбинате инженером-технологом строящегося цеха плавки концентрата. Там же перешёл на комсомольскую работу; был 2-м, а затем и 1-м секретарём Березниковского горкома ВЛКСМ.
В 1964—1966 годах работал в Центральном штабе «Комсомольского прожектора» при ЦК ВЛКСМ.
В 1966 году по инициативе Б. Н. Пастухова переехал в Тюмень, где был избран 1-м секретарём обкома комсомола. При Г. И. Шмале освоение нефтяных и газовых месторождений Западной Сибири получило статус Всесоюзной ударной комсомольской стройки.
С 1971 года — 1-й секретарь Тобольского горкома КПСС.
В 1973 году 1-й секретарь Тюменского обкома КПСС Б. Е. Щербина перешёл на повышение в Москву, в результате чего его место занял 2-й секретарь обкома Г. П. Богомяков, а Г. И. Шмаль переведён из Тобольска на место 2-го секретаря обкома.

### Хозяйственная карьера
В 1978 году из-за разногласий с Г. П. Богомяковым перешёл на хозяйственную работу. Сначала стал генеральным директором объединения «Сибкомплектмонтаж», который входил в структуру министерства строительства предприятий нефтяной и газовой промышленности СССР, возглавляемого Б. Е. Щербиной, бывшим партийным начальником Г. И. Шмаля.
Дальнейшая карьера складывалась именно в данном министерстве. В 1982 году Г. И. Шмаль стал заместителем, а в 1984 году первым заместителем министра. После преобразования министерства строительства предприятий нефтяной и газовой промышленности СССР в государственный концерн «Нефтегазстрой» был назначен председателем его правления, затем стал председателем Правления (1990) и председателем Совета директоров (1998) РАО «Роснефтегазстрой».
Принимал непосредственное участие в обустройстве Уренгойского и Ямбургского газоконденсатных месторождений, строительстве газопроводов Уренгой — Помары — Ужгород, Уренгой-Центр, Ямбург-Тула, конденсатопровода Уренгой-Сургут, сургутских заводов стабилизации конденсата и моторных топлив, компрессорных станций на всех газопроводах Западной Сибири и других регионов страны.
Участвовал в работе правительственной комиссии по ликвидации последствий аварии на Чернобыльской АЭС.

### На пенсии
Председатель правления Западно-Сибирского землячества в Москве, член Совета по информации и сотрудничеству предприятий топливно-энергетического комплекса (СИСПТЭК). Президент Союза нефтегазопромышленников. Сотрудничает с Союзом нефтегазостроителей и Союзом производителей нефтегазового оборудования. В мае 2023 года, из-за вторжения России на Украину, попал под санкции Великобритании.

## Награды и почётные звания
Награждён орденами Мужества, Почёта (2022), Октябрьской Революции, Трудового Красного Знамени, Дружбы народов, а также медалями.
Почётный работник Миннефтегазстроя СССР, Почётный работник газовой промышленности. Лауреат премии Правительства Российской Федерации в области техники за 1997 год. Кандидат экономических наук.